# Cantone di Les Bouchoux
Il Cantone di Les Bouchoux era una divisione amministrativa dell'arrondissement di Saint-Claude.
A seguito della riforma approvata con decreto del 17 febbraio 2014, che ha avuto attuazione dopo le elezioni dipartimentali del 2015, è stato soppresso.

## Composizione
Comprendeva i comuni di:
- Bellecombe
- Les Bouchoux
- Choux
- Coiserette
- Coyrière
- Larrivoire
- Les Moussières
- La Pesse
- Rogna
- Viry
- Vulvoz